# Bellevalia dubia
Bellevalia dubia ist eine Pflanzenart aus der Gattung Bellevalia in der Familie der Spargelgewächse (Asparagaceae).

## Merkmale
Bellevalia dubia ist eine ausdauernde Zwiebelpflanze, die Wuchshöhen von 15 bis 40 Zentimeter erreicht. Die Blätter sind 4 bis 13 Millimeter breit und niederliegend.
Die Blüten sind 5 bis 10 Millimeter groß und zylindrisch-glockig. Sie sind anfangs himmelblau gefärbt, später werden sie grauviolett oder bräunlich mit grün geaderten, weißen Zipfeln. Die Traube ist zylindrisch und besteht aus 10 bis 30 Blüten. Die Blüten und Kapseln sind meist länger als die Blütenstiele. Die Kapseln weisen breit verkehrteiförmige, 7 bis 10 Millimeter breite und an der Spitze ausgerandete Klappen auf.
Die Blütezeit reicht von März bis April.

## Vorkommen
Bellevalia dubia ist im Mittelmeerraum verbreitet. Auf Kreta ist sie von einem Fundort auf der im Nordwesten gelegenen Halbinsel Gramvousa (Kissamos) bekannt, wo sie auf Felsen in einer Höhenlage von 300 Metern vorkommt.

## Systematik
Man kann drei Unterarten unterscheiden:
- Bellevalia dubia subsp. boissieri (Freyn) Feinbrun: Sie kommt in Süditalien vor und von der Balkanhalbinsel bis zur westlichen Türkei.[2] Die Chromosomenzahl beträgt 2n = 8.[3]
- Bellevalia dubia subsp. dubia: Sie kommt in Sizilien, Marokko, Algerien und Tunesien vor.[2]
- Bellevalia dubia subsp. hackelii (Freyn) Feinbrun: Sie kommt nur im südwestlichen Portugal vor.[2]